# بخش وودویل (شهرستان ساندوسکی، اوهایو)
بخش وودویل (به انگلیسی: Woodville Township) یک منطقهٔ مسکونی در ایالات متحده آمریکا است که در شهرستان ساندوسکای، اوهایو واقع شده‌است.
 بخش وودویل ۸۶٫۰ کیلومتر مربع مساحت و ۳٬۳۰۴ نفر جمعیت دارد و ۱۹۵ متر بالاتر از سطح دریا واقع شده‌است.